# Bloody Marie – Eine Frau mit Biß
Bloody Marie – Eine Frau mit Biß (Innocent Blood, A French Vampire in America) ist eine US-amerikanische Horrorkomödie von John Landis aus dem Jahr 1992.

## Handlung
Der Pittsburgher Polizist Joe Gennaro ermittelt verdeckt gegen den Mafiapaten Sallie Macelli. Er wird Zeuge, als Macelli einen Komplizen tötet.
Die Vampirin Marie tötet aus ethischen Gründen ausschließlich Verbrecher, um sich zu ernähren. Anschließend zerstört sie mit einem Kopfschuss das zentrale Nervensystem, damit ihre Opfer nicht zu Untoten werden. So verfährt sie mit einem Mafioso, den Gennaro in seiner Zeit als verdeckter Ermittler gut kennenlernte. Der Gerichtsmediziner macht den Polizisten darauf aufmerksam, dass der Leiche mehrere Liter Blut fehlen. Die Staatsanwältin Sinclair erlaubt den Presseleuten, sie am Tatort gemeinsam mit Gennaro zu fotografieren. Auf diese Weise will sie verhindern, dass Gennaro zur – ihrer Meinung nach zu gefährlichen – Tätigkeit als verdeckter Ermittler zurückkehrt.
Als Marie das Blut von Macelli trinken will, wird sie gestört. Macelli erwacht in der Leichenhalle und entkommt als ein Untoter, der weitere Menschen zu Untoten macht.
Gennaro verdächtigt Marie, Täterin in mehreren Mordfällen zu sein. Als er sie in einer Kirche trifft, überzeugt er sich, dass sie über übernatürliche Kräfte verfügt. Später trifft er sie erneut und will, dass seine Kollegen sie festnehmen. Die anderen Polizisten glauben jedoch nicht, dass die lächelnde Marie gefährlich ist.
Gennaro hilft Marie, Macelli unschädlich zu machen. Marie will anschließend Selbstmord begehen, indem sie sich dem Licht der aufgehenden Sonne aussetzt. Sie verzichtet darauf, als Gennaro ihr offenbart, dass er sie liebe.

## Kritiken
Roger Ebert kritisierte in der Chicago Sun-Times vom 25. September 1992 die „Vermählung“ der Vampirfilme und der Mafiafilme, die „nicht funktioniere“. Dem Film fehle ein „klares Konzept“ („clear idea“). Der Charakter der „einsamen“ Marie sei „interessant“.

„Nur leidlich unterhaltsame Horrorkomödie, die fehlende Linie und Geschlossenheit mit einer Fülle von (Eigen-)Zitaten, Gastauftritten und Spezialeffekten zu überspielen versucht.“

„John Landis peppte seine Hommage an den klassischen Vampirfilm mit irrer Situationskomik auf. Fazit: Absurder, düsterer Spaß mit Comicgags.“

## Hintergrund
Die Dreharbeiten fanden in Pittsburgh statt. Der Film spielte in den Kinos der USA ca. 4,97 Millionen US-Dollar ein.